# Lumina (môi trường desktop)
Lumina Desktop Environment, hay gọi tắt là Lumina, là một môi trường desktop dựa trên plugin cho các hệ điều hành Unix và tương tự Unix. Nó được thiết kế riêng là giao diện hệ thống cho TrueOS, và các hệ thống có nguồn gốc từBerkeley Software Distribution (BSD) nói chung, nhưng nó cũng đã được port sang các bản phân phối Linux.

## Lịch sử

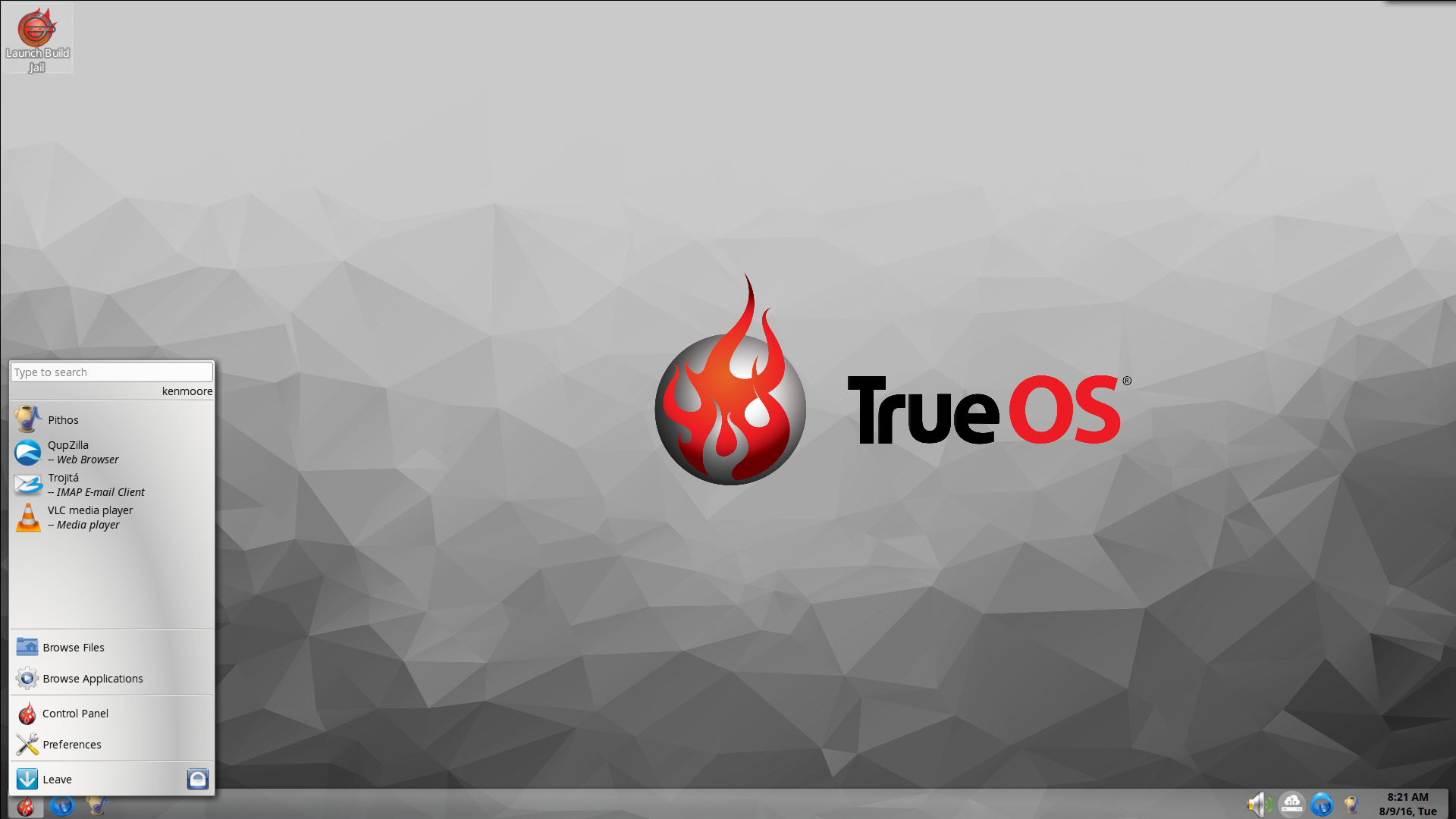
Lumina 1.0.0 trên TrueOS

Được tạo ra năm 2012 bởi Ken Moore, Lumina ban đầu là một bộ tiện ích mở rộng cho Fluxbox, trình quản lý cửa sổ xếp chồng cho X Window System. Cuối 2013, Moore đã phát triển một lớp phủ đồ họa cho Fluxbox dựa trên Qt4, và đã tạo ra một tiện ích để "khởi chạy ứng dụng và mở file". Codebase đã được tích hợp vào kho lưu trữ nguồn PC-BSD vào đầu năm 2014 và một port đã được thêm vào bộ sưu tập Port FreeBSD vào tháng 4 năm 2014. Mã nguồn kể từ đó đã được chuyển đến kho lưu trữ GitHub riêng biệt "dưới ô  PC-BSD" và chuyển sang sử dụng Qt5. Phát triển cũng tập trung vào việc thay thế lõi Fluxbox bằng trình quản lý cửa sổ dựa trên Qt được tích hợp với máy tính để bàn Lumina desktop.
Dự án tránh sử dụng các công cụ hoặc khung dựa trên Linux, như D-Bus, Polkit, và systemd.

## Tính năng
Các menu của desktop và ứng dụng được cấu hình động khi lần đầu tiên được khởi chạy, vì môi trường desktop tự động tìm các ứng dụng đã cài đặt để thêm vào menu và dưới dạng biểu tượng trên màn hình. Thanh panel mặc định bao gồm một Start menu, task manager, và system tray, và vị trí của nó có thể được tùy chỉnh. Menu có thể được truy cập thông qua Start menu hoặc click phải chuột vào nền desktop.
Một số tính năng dành riêng cho TrueOS, bao gồm kiểm soát phần cứng, độ sáng màn hình (đèn nền màn hình), chặn tắt hệ thống khi đang cập nhật và tích hợp với nhiều tiện ích TrueOS khác nhau TrueOS.
Các tiện ích bao gồm: Insight, một trình quản lý tập tin; File information, báo cáo định dạng của tệp và các chi tiết khác; và Lumina Open, một tiện ích đồ họa để khởi chạy các ứng dụng dựa trên file hoặc thư mục đã chọn.
Phiên bản 1.4 bao gồm một số tiện ích mới. Trình đọc PDF lumina-pdf dựa trên thư viện poppler. Lumina Theme Engine đã thay thế một hệ thống chủ đề trước đó;nó cho phép người dùng định cấu hình giao diện và chức năng của máy tính để bàn và đảm bảo tất cả các ứng dụng Qt5 "thể hiện giao diện hợp nhất".

## Port
Lumina đã được port sang các hệ điều hành BSD khác nhau và các bản phân phối Linux. Bao gồm:
- Berkeley Software Distribution
  - TrueOS[8]
  - Dragonfly BSD[8]
  - FreeBSD[9]
  - NetBSD[8]
  - OpenBSD[8]
  - kFreeBSD[8]
- Bản phân phối Linux
  - antiX Linux[10]
  - Arch Linux[11]
  - Debian[8]
  - Fedora 24[12]
  - Gentoo Linux[8]
  - Manjaro Linux[12]
  - PCLinuxOS[12]